# Município de Pike (condado de Perry, Ohio)
O município de Pike (em inglês: Pike Township) é um município localizado no condado de Perry no estado estadounidense de Ohio. No ano de 2010 tinha uma população de 6.923 habitantes e uma densidade populacional de 82,05 pessoas por km².

## Geografia
O município de Pike encontra-se localizado nas coordenadas 39° 41′ 52″ N, 82° 12′ 13″ O. Segundo o Departamento do Censo dos Estados Unidos, o município tem uma superfície total de 84.37 km², da qual 82.76 km² correspondem a terra firme e (1.91%) 1.61 km² é água.

## Demografia
Segundo o censo de 2010, tinha 6.923 habitantes residindo no município de Pike. A densidade populacional era de 82,05 hab./km². Dos 6.923 habitantes, o município de Pike estava composto pelo 98.18% brancos, o 0.38% eram afroamericanos, o 0.19% eram amerindios, o 0.13% eram asiáticos, o 0.04% eram insulares do Pacífico, o 0.12% eram de outras raças e o 0.97% pertenciam a duas ou mais raças. Do total da população o 0.49% eram hispanos ou latinos de qualquer raça.